# Лоу, Кевин
Кевин Лоу (англ. Kevin Lowe; род. 15 апреля 1959, Лашют) — канадский хоккеист, тренер и генеральный менеджер, шестикратный обладатель Кубка Стэнли с «Эдмонтон Ойлерз» (1984, 1985, 1987, 1988, 1990) и «Нью-Йорк Рейнджерс» (1994) в качестве игрока этих команд, семикратный участник матчей всех звёзд НХЛ.
Рекордсмен среди хоккеистов «Эдмонтон Ойлерз» по количеству игр за один клуб (1037 в регулярном чемпионате и 172 в плей-офф).

## Карьера

### Игровая карьера

#### Клубная
На юниорском и молодёжном уровне играл за команду «Квебек Ремпартс», в которой в 1978 году стал капитаном. На драфте НХЛ 1979 года был выбран в 1-м раунде под общим 21-м номером клубом «Эдмонтон Ойлерз». В том же сезоне он начал играть за «Ойлерз», с которым в последующие годы пять раз выиграл Кубков Стэнли в карьере. В 1990 году он получил Кинг Клэнси Трофи, которая вручается самому активному игроку на льду и вне льда.
В 1992 году был обменян в «Нью-Йорк Рейнджерс», с которым в 1994 году выиграл свой шестой Кубок Стэнли.
В 1996 году вернулся в «Эдмонтон», в котором отыграл следующий сезон. В следующем сезоне, отыграв 7 игр завершил свою карьеру из-за проблем с внутренним ухом. Является рекордсменом Эдмонтон Ойлерз» по количеству игр за один клуб: 1037 в регулярном чемпионате и 172 в плей-офф.

#### Международная
В составе сборной Канады играл на ЧМ-1982, на котором канадцы завоевали бронзовые медали.
В составе сборной играл на Кубке Канады 1984 года, на котором канадцы стали победителями турнира. На турнире Лоу заработал 4 очка (0+4).

### Тренерская карьера
С 1998 по 1999 год был ассистентом главного тренера в «Эдмонтон Ойлерз», с 1999 по 2000 год был главным тренером команды, после чего в 2000 году стал генеральным менеджером команды, пробыв в этой должности до 2008 года.
Также работал со сборной Канады в качестве генерального менеджера.

## Признание
В его честь назван Кевин Лоу Трофи — приз Главной юниорской хоккейной лиги Квебека, ежегодно вручаемый лучшему защитнику оборонительного плана.
В июне 2020 году был введён в зал хоккейной славы.
В сентябре 2021 года «Эдмонтон Ойлерз» изъял его игровой номер «4» из клубного обращения.

## Статистика

### Международная
| Год                       | Сборная                   | Турнир                    | Место                     |    | И | Г | П | О  | Ш |
| ------------------------- | ------------------------- | ------------------------- | ------------------------- | -- | - | - | - | -- | - |
| 1982                      | Канада                    | ЧМ                        | 3                         | 9  | 1 | 1 | 2 | 2  |   |
| 1984                      | Канада                    | КК                        | 1                         | 7  | 0 | 4 | 4 | 8  |   |
| Всего за основную сборную | Всего за основную сборную | Всего за основную сборную | Всего за основную сборную | 16 | 1 | 5 | 6 | 10 |   |